# Бородин, Леонид Александрович
Леони́д Алекса́ндрович Бороди́н (1 ноября 1923, Алаев, Царицынская губерния — 16 марта 2008, Астрахань) — советский партийный и государственный деятель. Член ЦК КПСС в 1979–1989 (кандидат в члены ЦК в 1971–1979). Первый секретарь Астраханского обкома КПСС в 1967–1988.

## Биография
Родился в 1923 году на хуторе Алаев Царицынской губернии, русский. В 1941–1946 в Красной Армии, с ноября 1941 участник Великой Отечественной войны, воевал командиром взвода, командиром батареи 2-й гвардейской учебно-минометной бригады Московского военного округа. Участвовал в сражении на Курской дуге  В 1944-1946 годах был командиром 3-й батареи 3-го дивизиона 17-й гвардейской тяжелой минометной бригады 2-й гвардейской Краснознаменной, ордена Александра Невского Городокско-Берлинской минометной дивизии. В 1945 году гвардии капитан в 26-й гвардейской миномётной бригаде («Катюши»). Учился в военном училище связи. Службу проходил на 1-м Прибалтийском, 1-м Белорусском, 1-м Дальневосточном фронтах, в Приморском военном округе. Принимал участие в боях по освобождению Прибалтики, Польши, Германии, в штурме Берлина. С 1 октября 1946 демобилизован.
После демобилизации работал начальником производства конторы "Огнеупорлом". В 1946–1949 учился в зооветеринарном техникуме. Член КПСС в 1948–1991. С 1949 врач-эпизоотолог Мачешанского районного отдела сельского хозяйства Сталинградской области. С 1950 на партийной работе: инструктор, заведующий сельскохозяйственным отделом Мачешанского райкома, заместитель заведующего сельскохозяйственным отделом Сталинградского обкома КПСС, первый секретарь Новоаннинского райкома. Заочно окончил Сталинградский сельскохозяйственный институт в 1955. В 1959–1962 — секретарь Чувашского обкома КПСС, в 1962–1963 — инспектор ЦК КПСС по РСФСР, в ноябре 1963 – сентябре 1967 — второй секретарь Башкирского обкома КПСС, с 16 сентября 1967 по 31 мая 1988 — первый секретарь Астраханского обкома КПСС.
Член ЦК КПСС в 1979–1989 (кандидат в члены ЦК КПСС в 1971–1979).
Депутат Совета Союза Верховного Совета СССР 6-11 созывов (1966–1989) от Астраханской области. Избирался депутатом Верховного Совета БАССР шестого созыва от Лемез-Тамакского избирательного округа № 112.
С именем Л. А. Бородина связана широкомасштабная мелиорация земель и подъём сельскохозяйственного производства в Астраханской области, борьба за миллион тонн астраханских овощей и арбузов, открытие и освоение Астраханского нефтегазового месторождения, строительство жилых домов и объектов соцкультбыта в городе Астрахани, групповых водопроводов в районах. В 1981 году началось освоение Астраханского газоконденсатного месторождения. В городе появилась консерватория, новый аэропорт, спортивная школа по гимнастике.
С мая 1988 года персональный пенсионер союзного значения, с августа 1988 жил в Москве. Работал на общественных началах в Комитете ветеранов войны и труда СССР, в 1989-1996 годах входил в состав правления Астраханского землячества в Москве. В августе 1998 года вернулся в Астрахань.
Скончался 16 марта 2008 года в г. Астрахани. Похоронен на Центральном кладбище.

## Государственные награды
Награждён четырьмя орденами Ленина, орденами Октябрьской революции, Трудового Красного знамени, Отечественной войны I степени, двумя орденами Красной Звезды и множеством медалей, орденом «За заслуги перед Астраханской областью». Он также награждён орденом Румынии, медалями Польши и Монголии.